# Family Research Council
Das Family Research Council (FRC) ist eine gemeinnützige Denkfabrik der religiösen Rechten und eine Lobbyorganisation. Es wurde in den Vereinigten Staaten von James Dobson 1981 gegründet und 1983 als eigene Rechtspersönlichkeit eingetragen. Die Gruppe stellte zunächst eine Interessenvertretung für konservative Politikmaßnahmen auf dem Capitol Hill dar. In den späten 1980er Jahren wurde die Gruppe offiziell Teil von Dobsons Hauptorganisation Focus on the Family, aber 1992 führten steuerrechtliche Bedenken des IRS aufgrund der Lobbyfunktion zu einer erneuten administrativen Trennung der beiden Gruppen. Sein erklärtes Ziel ist die Förderung sogenannter Familienwerte. Der jetzige Präsident der Organisation ist Tony Perkins.
Die Organisation mit Sitz in Washington, D.C. hat sich öffentlich für die Förderung von sozialkonservativen Ansichten in vielen Themenbereichen eingesetzt, darunter zu Scheidung, Homosexualität und Abtreibung. In einer Liste von The Church Report belegt das FRC unter christlichen politischen Organisationen den ersten Platz.
Das FRC ist eng mit James Dobsons Focus on the Family verflochten und pflegte zu William J. Bennett ein gutes Verhältnis.
Edgar Prince, der Vater des Gründers des privaten Rüstungsunternehmens Blackwater USA, Erik Prince, half Gary Bauer mit den Anfängen des Family Research Council.

## Zielsetzung und Eigendarstellung
Die Webseite der Organisation gibt kund: „Das Family Research Council (FRC) tritt ein für Ehe und Familie als Fundament der Zivilisation, Saatbeet der Tugend und Urquell der Gesellschaft. FRC prägt die öffentliche Debatte und gestaltet eine Politik, die menschliches Leben wertschätzt und die Institutionen der Ehe und der Familie aufrechterhält. Im Glauben daran, dass Gott der Autor von Leben, Freiheit und der Familie ist, fördert FRC das jüdisch-christliche Weltbild als Grundlage einer gerechten, freien und stabilen Gesellschaft.“
„Die Idee des Family Research Council hatte ihren Ursprung bei der White House Conference on Families im Jahr 1980. Unter den Teilnehmern ragte James Dobson aufgrund seiner seltenen Mischung von christlichen sozialen Werten und akademischen Werdegang hervor. Als praktizierender klinischer Psychologe und angesehener Autor hatte Dobson kurz zuvor in den Hörfunk gewechselt und eine gemeinnützige Organisation zur Familienberatung gegründet. Er hatte das Gefühl, dass die Zeit reif war, eine Organisation zu gründen, die die nationale Debatte zu Familienthemen vorantreiben würde. So wurde das Family Research Council 1983 als gemeinnützige Bildungseinrichtung im District of Columbia gegründet; zum Vorstand bei der Gründung gehörten Dobson und zwei angesehene Psychiater, Armand Nicholi Jr. von der Harvard University und George Rekers von der University of South Carolina,“ gibt die Webseite kund.
„Unter der Leitung von Jerry Regier, ein ehemaliges Mitglied der Regierung Ronald Reagan beim US-Gesundheitsministerium, fing das FRC an, Politiker und Regierungsbeamten mit Forschern und Wissenschaftlern aus einer Vielzahl von Fachrichtungen miteinander zu vernetzen. Gary Bauer, ein Berater von US-Präsident Ronald Reagan für inländische Politik, folgte 1988 auf Regier, und Mitte der 1990er Jahre war die Organisation zu einem 10-Millionen-Dollar-Betrieb angewachsen, mit einem nationalen Netzwerk der Unterstützung...“, fährt die Webseite fort.

## Politik
Die Politik des FRC ist im allgemein die der religiösen Rechten:
- FRC betreibt eine Kampagne mit dem Ziel, bei der sexuellen Aufklärung nur über Abstinenz zu informieren.
- FRC unterstützt zwar den weit verbreiteten Zugang zu einem Impfstoff gegen Humane Papillomviren (HPV), eine Ursache von Gebärmutterkrebs, aber „opponiert gegen jegliche Maßnahmen, die eine Impfung gesetzlich vorschreiben würden oder die Eltern dazu nötigen, eine solche Impfung zu autorisieren.“[5] 2005 beschrieb ein Sprecher des FRC in einem Interview mit der Zeitschrift New Scientist die Impfung als „potentiell schädlich, weil [junge Frauen] es möglicherweise als Lizenz sehen, vorehelichen Geschlechtsverkehr zu betreiben.“[6] FRC äußerte sich später mit folgender Klarstellung: “After extensive study of the vaccine and discussion with medical experts, we concluded that the public health benefits of developing and distributing such a vaccine far outweighed any potential, hypothetical concerns about its impact on sexual behavior. Therefore, we announced in October of 2005 that we would enthusiastically support the development of the vaccine and federal approval of its use, including its addition to the list of vaccines recommended to physicians and of those made available to lower-income families through the Vaccines for Children program.”[7]
- Der FRC spricht sich zugunsten der pseudowissenschaftlichen Theorie des Intelligent Design aus und unterstützt die “Teach the Controversy” Kampagne.[8][9][10]
- Sie äußern sich öfters zugunsten einer strengeren Regulierung von Pornografie, insbesondere Internet-Pornografie und Unzüchtigkeit im Fernsehrundfunk. Sie haben sich aktiv gegen die Einführung der Top-Level-Domain .xxx eingesetzt und Lobbyarbeit gemacht, um die Geldstrafen der Federal Communications Commission für Unzüchtigkeit zu erhöhen.
- Sie sind entschiedene Gegner der legalen Abtreibung.
- Gegen Forschung, bei der menschliche Embryonen herangezogen oder zerstört werden.
- Gegner der staatlichen Anerkennung von gleichgeschlechtlichen Ehen oder eingetragenen Partnerschaften.
- Befürwortet einen Verbot aller legislative, exekutive, oder richterliche Aktion auf allen Ebenen der bundesstaatlichen bzw. kommunalen Regierung, die darauf zielt, den Status von Personen zu schützen aufgrund ihrer „homosexuellen, lesbischen oder bisexuellen Orientierung, Verhalten, Praxis oder Beziehungen.“[11]
- Gegen Maßnahmen, die einer Bevölkerungszunahme entgegenwirken
- Befürwortet niedrigere Steuern und Beschränkungen der staatlichen Leistungsfähigkeit
- Befürwortet starke Militäraktionen gegen „radikalen Islam“
- Befürwortet eine Bombardierung des Iran durch Israel[12][13]
- Befürwortet die Vereinfachung des Steuerrechts, die Erhöhung der Steuergutschrift pro Kind, und eine dauerhafte Eliminierung steuerlicher Nachteilen für Verheiratete sowie die Abschaffung der Erbschaftssteuer.
- Klimawandelleugnung.[14][15][16]
- Heftiger Gegner aller Formen des Wettspiels. Diese Haltung hat zu Kontroversen innerhalb des Christentums geführt, da Wettspiel in der Bibel nicht verboten wird.[17] Das Bestehen dieses Meinungsunterschieds wird dadurch bewiesen, dass viele Kirchen Wettspiele selbst betreiben, insbesondere Bingo, um ihre eigene Einkünfte auszubessern. Das Bestehen auf diese Position durch Focus hat dazu geführt, dass dies als „außerbiblisches Doktrin“ eingestuft wurde, die von manchen innerhalb der Christlichen Rechten erschaffen worden ist aufgrund ihrer persönlichen Haltung gegenüber Wettspiele. Bei einer Anhörung des Rechtsausschusses des US-Repräsentantenhauses am 14. November 2007, der die Titel trug “Hearing on Establishing Consistent Enforcement Policies in the Context of Online Wagers”[18], sagte Family Research Council Vizepräsident Tom McClusky aus, dass seine Organisation den Verbot von Onlinepoker in den Vereinigten Staaten befürworte. Als dann der Abgeordnete Steve Cohen [D-TN] ihn weiter befragte, wie viel Wettspiel nach Ansicht des FRC zu verbieten wäre, sagte McClusky aus, dass das FRC es wünschen würde, alle Formen des Wettspiels in den Vereinigten Staaten zu verbieten, inklusive des herkömmlichen Pokerspiels.[18] Als Abg. Cohen dies hörte, fragte er ungläubig „Gibt es überhaupt irgendwelchen Spass, den Sie befürworten?“, was viele in der Blogosphäre dazu verleitet hat, der Schwesterorganisation Focus on the Family mit dem Spitznamen “Foes of Fun” (Gegner des Spaßes) zu belegen.[19]

Im Bericht Funding the Culture Wars führt der National Committee for Responsive Philanthropy das Family Research Council als eine der führenden Organisationen auf, die Aktivitäten der christlichen Rechten und der konservativen Bewegung finanziell fördert.
Das FRC veröffentlicht häufige E-Mail-Updates, gewöhnlicherweise in der Form von drei kurzen Artikeln. Diese können ebenfalls auf seiner Webseite angeschaut werden. Diese Artikel nehmen typischerweise die Form an, dass sie eine konservativ-christliche Perspektive auf tagesaktuelle politische und soziale Themen befürworten.

## Kontroverse und Kritik

### Pädophilie und Homosexualität
Das Family Research Council ist, zusammen mit anderen konservativen Organisationen dafür bekannt,  Pädophilie in Zusammenhang mit Homosexualität zu setzen. Eine oft zitierte Arbeit ist jene von Timothy J. Dailey, Doktor der Theologie und „Senior Fellow“ am Center for Marriage and Family Studies des FRC. Er argumentiert, dass homosexuelle Männer in Gegensatz zu Kinseys 10 % in Wirklichkeit nur 1–3 % der Gesamtbevölkerung darstellen, die meisten Übergriffe durch Männer erfolgen und bis zu einem Drittel aller Missbrauchsfälle Burschen betreffen. Schwule wären also bei den sexuellen Übergriffen gegen Kinder stark überrepräsentiert, von ihnen ginge eine große Gefahr aus. Es gibt einige Kritikpunkte gegen diese Arbeit, wobei der offensichtlichste die Unwissenschaftlichkeit der aufgestellten Vergleiche ist. So werden etwa zwei völlig verschiedene Definitionen von Homosexualität miteinander verglichen. Einerseits sind bei den 1–3 % nur Männer mit einer nachhaltigen und überwiegenden homosexuellen Orientierung erfasst, die auch bei einer Befragung zu dieser Identität stehen. Zeitweise oder vereinzelte gleichgeschlechtliche Aktivitäten kommen jedoch deutlich öfter vor. Bei der Statistik zu Missbrauchsfällen, jedoch, wird jeder Erwachsene, der auch nur eine einzige sexuelle Tat an einem gleichgeschlechtlichen Kind begangen hat, als homosexuell definiert, unabhängig davon, wie er bei einer Befragung zu seiner Identität stehen würde. Die genannte Zahl von einem Drittel liegt im oberen Bereich der Schätzungen, während die Zahlen zur sexuellen Orientierung eher im unteren Bereich der Schätzungen liegen. Auch werden Bevorzugungen von geschlechtsreifen gleichgeschlechtlichen Partnern (Ephebophilie) und gleichgeschlechtliche Pädophile vermengt. Weiters werden zur Untermauerung Aussagen von mehreren Autoren zitiert, welche in ihren eigenen Arbeiten genau zu einem gegenteiligen Ergebnis kommen. A. Nicholas Groth etwa, der 3000 Täter analysiert hat, sagt, dass jene, die sich sowohl zu Kindern als auch zu erwachsenen Personen hingezogen fühlen, meist heterosexuell sind. Kurt Freund kommt zu dem Schluss, dass es vor allem die kindlichen Attribute sind, welche anziehend wirken und das Geschlecht bei vielen eine untergeordnete Rolle spielt. Gene G. Abel, der früher als Quelle angegeben war, kam zu dem Schluss, dass nahezu 80 % der Männer, welche sich an Burschen vergangen hatten, heterosexuell oder bisexuell sind und die meisten dieser Männer verheiratet waren und selber Kinder hatten. Groth verlangte nach der ersten Version im Jahre 2002 auch, dass Dailey die Verweise auf seine Arbeiten wegen Fehlinterpretation zu entfernen habe. Dem wurde auch nachgekommen, jedoch waren Groths Arbeiten noch indirekt referenziert (Stand 2005).

### Hotel-Pornografie-Kampagne
Am 22. August 2006 verkündete ein Zusammenschluss konservativer Gruppen, darunter das FRC, in einer Anzeige in USA Today, dass sie „fest davon überzeugt“ seien, dass es strafbar sei, Pornografie über Hotelzimmerfernsehgeräte zu vertreiben und dass sie einen dringenden Appell an die Staatsanwaltschaft gerichtet hätten, sofort gegen zwei führende Hotelzimmer-Film-Verleihe, die sich auf nicht-jugendfreie Filme spezialisierten, zu ermitteln.
Die Anzeige rief dazu auf, dass „das US-Justizministerium und FBI sofort ermitteln sollen ob ‚Erwachsenen‘-Videos, die in Hotels durch OnCommand und LodgeNet vertrieben werden, die einschlägigen Landes- und Bundesstrafgesetzen bezüglich Verteilung obszönen Materials widersprechen“. Die Anzeige fuhr fort, „Erwachsenen-Hard-Core-Pornographie kann tragischerweise zu Sex-Verbrechen an Frauen und Kindern führen ... Trotzdem sind Sexvideos, die nach unserer festen Überzeugung strafbar sind, in Millionen von US-Hotelzimmern erhältlich.“

### 2006 “Values Voters” Gipfel
Vom 22. bis zum 24. September 2006 veranstaltete der politische Zweig des FRC, FRCAction, eine Tagung für evangelikale Wähler, bei der Sean Hannity, Ann Coulter, Mike Huckabee, George Allen, Tony Snow und andere anwesend waren. Während der Tagung haben einige der Redner Homosexualität mit Begriffen verurteilt, die als beleidigend eingestuft werden können, wie z. B. „faggot“. Ein Prediger behauptete sogar: „die Lesben- und Schwulenbewegung stieg zu uns aus den Höllengruben selbst empor“, während ein weiterer wütend rief: „Ich will, dass die Schwulen wütend auf mich werden; ich will in ihr Visier gelangen! Der Antichrist wird ein Homosexueller sein!“ Neben FRCAction hatte die Tagung einige Co-sponsoren, darunter die Lobbygruppen anderer wichtiger Gruppen der christlichen Rechten: Focus on the Family Action (James Dobson), Americans United to Preserve Marriage (Gary Bauer) sowie American Family Association Action (Donald Wildmon).

### Reaktion auf den Mark-Foley-Skandal
Anlässlich des Skandals um Mark Foley meinte Tony Perkins am 2. Oktober 2006 auf CNN:

„Es gibt keine Entschuldigung für dieses Verhalten. Es ist empörend. Es ist schockierend. Aber es sollte nicht völlig überraschen. Wenn wir Toleranz und Diversität als Wegweiser des öffentlichen Lebens hochhalten, ist es dies, was man am Ende erhält. Man erhält Kongressabgeordnete, die 16-Jährigen durch die Gänge des Kongresses hinterher jagen. Es ist eine Schande. Es ist eine Tragödie und muss angesprochen werden. Aber nicht nur die Symptome hier. Wir müssen zur Quelle des Problems gehen. Und wenn die Führung nachlässig war, dann sollte das behandelt werden und auf die strengstmögliche Weise behandelt werden. Aber was hinderte die Führung daran, tätig zu werden? Hatten sie Angst davor, tätig zu werden, weil sie als homophob oder als Schwulenklatscher (gay bashing) angesehen werden würden?“

Bezüglich der Rolle von Schwulen in der Republikanischen Partei sagte Tom McClusky, der Cheflobbyist des Family Research Council:
„Die ‚Strategie des großen Zelts‘“ [der Inklusivität] „könnte letztendlich den finalen Schicksalsschlag der Republikanischen Partei bedeuten... Alles, was die ‚Strategie des großen Zelts‘ zu bewirken scheint, ist, eine Menge Clowns anzuziehen.“

### Vorwürfe des Rassismus und Dominionismus
Das Southern Poverty Law Center hat das Family Research Council mit Rassismus in Verbindung gebracht, anlässlich der Assoziationen dessen Präsident, Tony Perkins. In der Ausgabe von The Nation vom 26. April 2005 schrieb der Journalist Max Blumenthal, dass Tony Perkins langjährige Verbindungen mit rassistischen Organisationen unterhalte, darunter eine Vereinbarung mit David Duke, um die jeweilige Adressendatenbänke auszutauschen: „Vor vier Jahren, hielt Perkins vor dem Landesverband von Louisiana des Council of Conservative Citizens (CCC), die wichtigste Organisation der amerikanischen White-Supremacy-Bewegung, eine Rede... 1996 zahlte Perkins an den ehemaligen Grand Wizard der Ku-Klux-Klan, David Duke, die Summe von $82.000, um Zugang zu seiner Mailingliste zu bekommen. Damals war Perkins der Wahlkampfmanager eines republikanischen Kandidaten zum US-Senat aus Louisiana. Die Federal Election Commission verhängte daraufhin eine Geldstrafe von $3.000 für das Wahlkampfteam, weil dieses versucht hatte, die Zahlung an Duke zu verheimlichen.“
TheocracyWatch bezeichnet das Family Research Council als dominionistische Organisation, eine Bezeichnung, dass TheocracyWatch auch auf die Heritage Foundation, Christian Coalition und Focus on the Family anwendet. Zur Begründung wird die Congressional scorecard des Family Research Council herangeführt, die seine Erfolge und die Stärke der Dominionisten im US-Kongress beweisen.

### Kontroverse um das Anti-Homosexuellengesetz in Uganda und dessen Verurteilung durch ein amerikanisches Gesetz
Im Jahre 2010 zahlte die FRC 25.000 $ an Lobbyisten, die auf die Verabschiedung eines Gesetzes im Kongress Einfluss nehmen sollten. Aufgedeckt wurde dies durch einen internen Report der Organisation. Offensichtlich sollten Lobbyisten der FRC versucht haben zu verhindern, dass eine Resolution durch das amerikanische Repräsentantenhaus verabschiedet wurde, die das ugandische Anti-Homosexuellengesetz verurteilt. Dieses ugandische Gesetz sieht für homosexuelle Handlungen die Todesstrafe bzw. eine lebenslange Haftstrafe vor.
Im Anschluss an die Veröffentlichung des internen Berichts bestritt der FRC, dass sie versucht habe die Resolutionsannahme zu verhindern. Man habe aber versucht, den Text der Resolution dahingehend zu verändern, dass der Eindruck entstehe, „homosexuelles Verhalten sei ein fundamentales Menschenrecht“. Der FRC fügte hinzu, dass er „die Todesstrafe für Homosexualität nicht unterstütze“.

## Einfluss auf die US-Bundesregierung
Als moderne politische Kraft entstanden die Christlichen Rechten im Jahre 1974, als Robert Grant die American Christian Cause gründete, um in Südkalifornien seine Ansichten über die christliche Morallehre zu fördern. Besorgt darum, dass Christen überwältigend zugunsten von US-Präsident Jimmy Carter 1976 stimmten, gründete Grant die Christian Voice, um christlich-konservative Wähler zugunsten von Kandidaten mit ähnlichen Werten zu mobilisieren. Grant ließ konservative Politiker bundesweit in seine Bewegung einbinden, darunter Gary Jarmin, Howard Phillips, Terry Dolan und Richard Viguerie, und sorgte bundesweit für Schlagzeilen, als Kandidaten mit Unterstützung von Christian Voice, wie etwa Ronald Reagan, Steve Symms, Dan Quayle und John Porter East, langjährige Amtsinhaber in den Wahlen von 1978 und 1980 besiegten. Nachdem Grant Philips, Dolan und Viguerie einige Jahre später aus der Führung ausschloss, gründeten die drei mit Hilfe von Jerry Falwell eine neue Organisation der Christlichen Rechten, die Moral Majority. Grants Bewegung soll eine signifikante Rolle in der Wahl des US-Präsidenten Ronald Reagan 1980 gespielt haben, und Dutzende von ähnlichen Organisationen wurden nachher gegründet, darunter die Concerned Women for America, die American Coalition for Traditional Values sowie die Christian Coalition.

### Value-Voters-Gipfel 2008
Vom 19. bis 21. Oktober 2007 versammelte der Family Research Council einige hundert theokonservative Aktivisten in Washington, D.C. Das Ziel des Treffens war es, ein Meinungsbild zu bekommen, welcher Präsidentschaftskandidat die beste Wahl für religiöse Konservative darstellt.
Die Ergebnisse zwischen Online-Umfrage und Vor-Ort-Umfrage wichen voneinander ab. Die Online-Umfrage wurde einige Monate vor dem Gipfel abgehalten. Trotzdem gaben einige Teilnehmer des Treffens an, sie hätten ihre Stimme lieber online abgegeben, um lange Schlangen zu vermeiden.

#### Führende Kandidaten, Online-Umfrage
- Nr. 1: Mitt Romney, 27,62 %
- Nr. 2: Mike Huckabee, 27,15 %
- Nr. 3: Ron Paul, 14,98 %
- Nr. 4: Fred Thompson, 9,77 %

#### Führende Kandidaten, Vor-Ort-Umfrage
- Nr. 1: Mike Huckabee, 51,26 %
- Nr. 2: Mitt Romney, 10,40 %
- Nr. 3: Fred Thompson, 8,09 %
- Nr. 4: Tom Tancredo, 6,83 %[49]

## Personal
- Tony Perkins – President Präsident
- Chuck Donovan – Executive Vice President Vize-Präsident
- Tom McClusky – Vice President for Government Affairs Vize-Präsident für Regierungsangelegenheiten
- Paul Tripodi – Vice President for Administration Vize-Präsident für die Verwaltung
- Charmaine Yoest – Vice President for Communications Vize-Präsident für die Kommunikation
- Robert Morrison – Vice President for Academic Affairs Vize-Präsident für akademische Angelegenheiten
- Jack Burkman – former Family Research Council lobbyist früherer Lobbyist für den FRC
- Michael Fragoso-Researcher for the Center for Human Life and Bioethics Researcher für das Zentrum für menschliches Leben und Bioethik[50]